# 金城宗幸
金城宗幸（日语：／ Kaneshiro Muneyuki，1987年4月17日—）是日本漫畫家，作品包括《要聽神明的話》（藤村緋二作畫）、《BILLION DOGS 30億元的死黨》（ビリオンドッグズ，芹澤直樹作畫）、《透明少年·城》（インビジブル・ジョー，芥瀨良世良作畫）、《我們做了》（荒木光作畫）、《獵殺絕望山》（グラシュロス，藤村緋二作畫）、《BLUE LOCK 藍色監獄》（野村優介作畫) 等等。

## 漫畫作品
- 《要聽神明的話》（作畫：藤村緋二、第一部全5冊，第二部全21冊）
- 《ドラゴンコレクション 竜を統べるもの》（作畫：芝野郷太）
- 《BILLION DOGS 30億元的死黨》（ビリオンドッグズ，作畫：芹澤直樹、全4巻）
- 《透明少年·城》（インビジブル・ジョー，作畫：芥瀨良世良）
- 《我們做了》（作畫：荒木光、全9巻）
- 《寄生異警》（ジャガーン，作画：にしだけんすけ、全14巻）
- 《獵殺絕望山》（グラシュロス，作畫：藤村緋二、全5巻）
- 《BLUE LOCK 藍色監獄》（作畫：野村優介、連載中）